# Proštinac
Proštinac (en serbe cyrillique : Проштинац) est un village de Serbie situé dans la municipalité de Svilajnac, district de Pomoravlje. Au recensement de 2011, il comptait 212 habitants.
Proštinac est l'un des plus petits villages de la municipalité de Svilajnac.

## Géographie
Proštinac se situe à 12 kilomètres de Svilajnac. Pour y arriver, on doit prendre la route qui se situe à l’est de Svilajnac et traverser les villages de Lukovica et Bobovo. La centaine de foyers de Proštinac est regroupée sur la partie basse du village entre les collines de Dula, Petlovo brdo, Vrbica, Vrelo, Oskorusa, Slatina et Selistina.

## Histoire
Le nom de Proštinac provient du mot serbe qui désigne les branches d’arbre dont se servaient les habitants du village pour fabriquer leurs clôtures. Les maisons du villages, nombreuses autrefois, se font rares aujourd’hui. Elles ont principalement été remplacées par de grandes résidences. Dans les années 1970, plus de la moitié des habitants de Proštinac est partie travailler à l’étranger pour améliorer ses conditions de vie et celle de sa famille. Aujourd’hui, un grand nombre de ces exilés vit encore en France et en Suisse mais aussi en Allemagne et en Autriche. 

## Démographie

### Évolution historique de la population
| 1948 | 1953 | 1961 | 1971 | 1981 | 1991 | 2002 | 2011 |
| ---- | ---- | ---- | ---- | ---- | ---- | ---- | ---- |
| 531  | 537  | 524  | 508  | 493  | 463  | 254  | 212  |

|  |